# Centzon Huitznauna

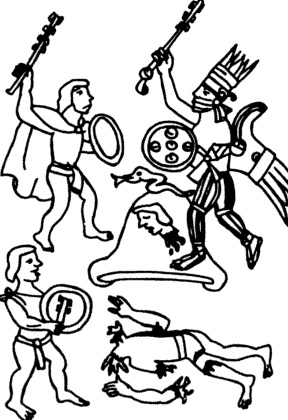
Huitzilopochtli gromi Centzon Huitznauna – rysunek z Kodeksu Florentino

Centzon Huitznauna lub Centzonhuītznāhua (nah. czterystu pochodzących z południa) – w wierzeniach Azteków symbolizująca gwiazdy południa grupa czterystu bóstw, które codziennie rano pokonuje bóg Huitzilopochtli. U Azteków tłumaczono w ten sposób związane ze wschodem słońca poranne zanikanie gwiazd. Wierzono iż władała nimi siostra Huitzilopochtli, Coyolxauhqui (nah. "złote dzwonki"), którą według mitycznych przekazów zabił tuż po porodzie, stwarzając księżyc.